# بولهايم (هسن)
بلهايم (بالألمانية: Pohlheim) هي بلدة، مدينة و بلدة ألمانية تقع في ألمانيا في غيسن. يقدر عدد سكانها بـ 18,043 نسمة .

## المدن التوأمة
مدن شتريلا، Admont و Zirc هي مدن توأمة لـبلهايم.